# 10354 Ґійомбюде
10354 Ґійомбюде (10354 Guillaumebudé) — астероїд головного поясу, відкритий 27 січня 1993 року.
Тіссеранів параметр щодо Юпітера — 3,144.